# Allocosa hugonis
Allocosa hugonis är en spindelart som först beskrevs av Embrik Strand 1911.  Allocosa hugonis ingår i släktet Allocosa och familjen vargspindlar. Inga underarter finns listade i Catalogue of Life.